# Kumarihalli, Belur
Kumarihalli là một làng thuộc tehsil Belur, huyện Hassan, bang Karnataka, Ấn Độ.